# Syringa pubescens
Syringa pubescens är en syrenväxtart som beskrevs av Porphir Kiril Nicolai Stepanowitsch Turczaninow. Syringa pubescens ingår i släktet syrener, och familjen syrenväxter.

## Underarter
Arten delas in i följande underarter:
- S. p. microphylla
- S. p. patula

## Bildgalleri

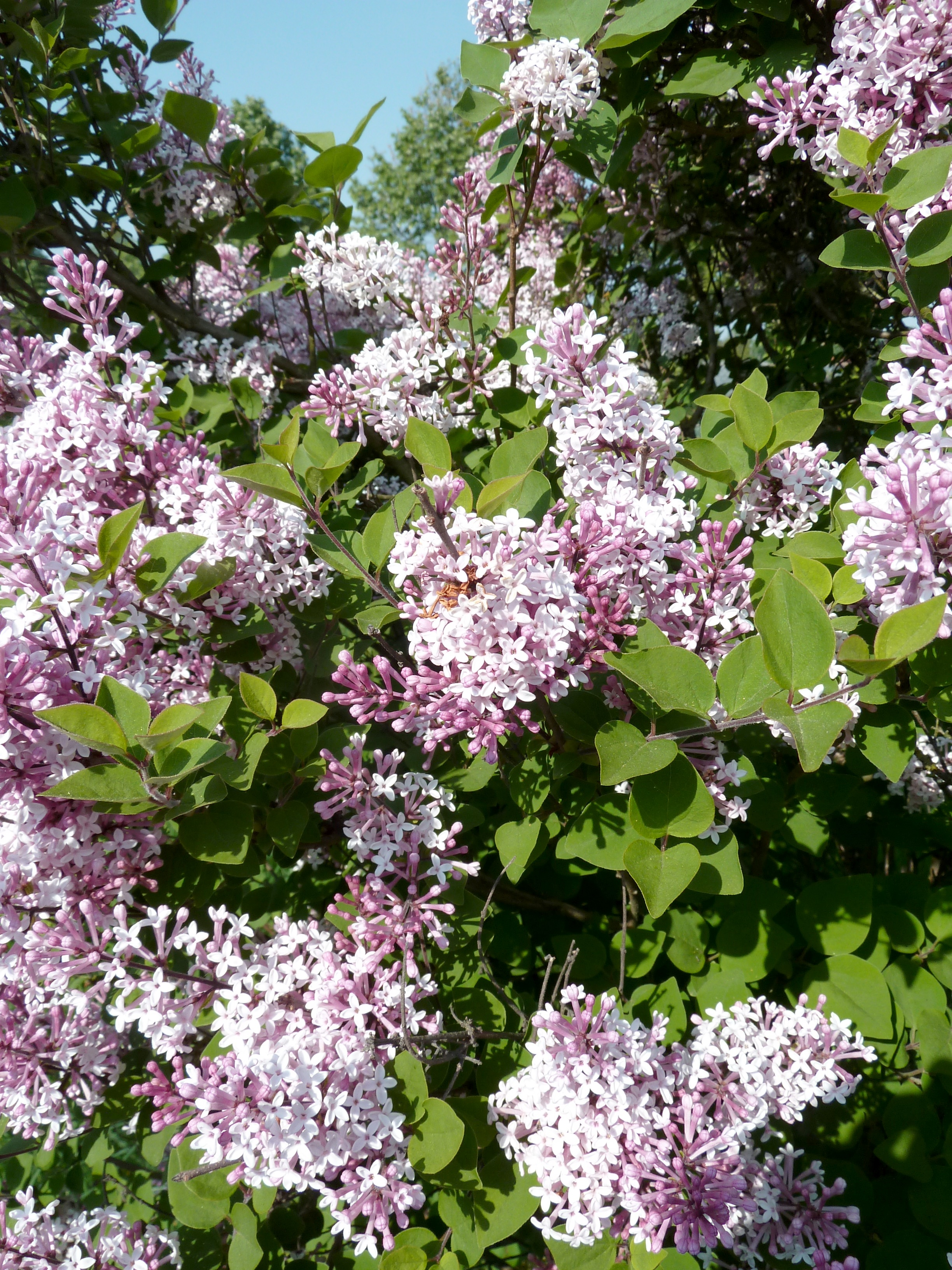
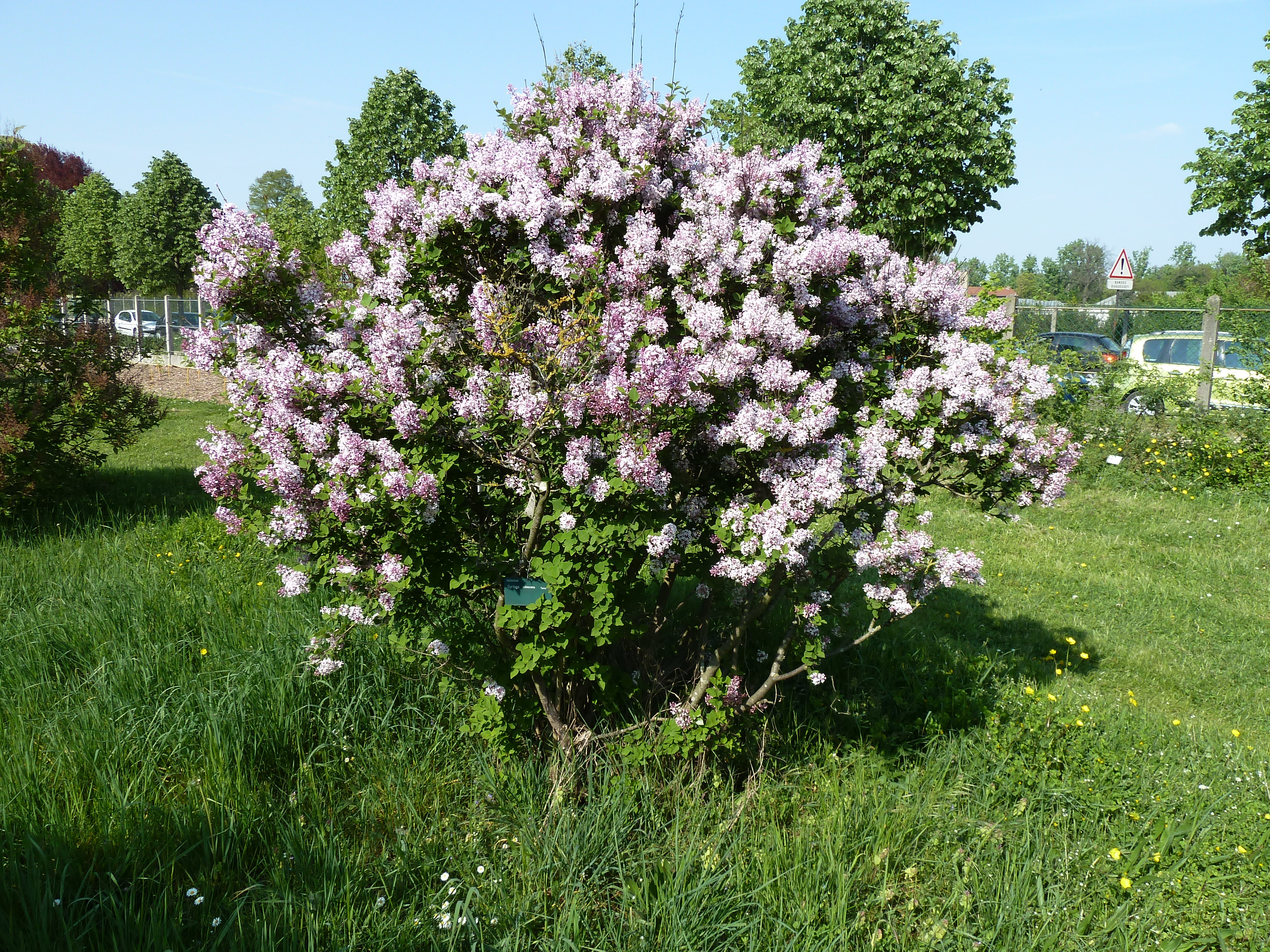